# Didihat
Didihat es un pueblo y  nagar Panchayat situado en el distrito de Pithoragarh,  en el estado de Uttarakhand (India). Su población es de 6522 habitantes (2011). Se encuentra a 43 km de Pithoragarh y a 415 km de Dehradun, la capital del estado.

## Demografía
Según el censo de 2011 la población de Didihat era de 6522 habitantes, de los cuales 3452 eran hombres y 3070 eran mujeres. Didihat tiene una tasa media de alfabetización del 91,03%, superior a la media estatal del 78,82%: la alfabetización masculina es del 95,20%, y la alfabetización femenina del 86,44%.